# Isocapnia hyalita
Isocapnia hyalita is een steenvlieg uit de familie Capniidae. De wetenschappelijke naam van de soort is voor het eerst geldig gepubliceerd in 1959 door Ricker.